# Австро-прусско-итальянская война
А́встро-пру́сско-италья́нская война́ 1866 года, в истории Германии известна также как Герма́нская война́ и Семинеде́льная война́, в Италии известна как Тре́тья война́ за незави́симость — война Пруссии и Италии с Австрийской империей за гегемонию в Германии и контроль над Венецианской областью, предопределившая малогерманский путь объединения Германии и завершившая войны за независимость Италии и объединения её вокруг Сардинского королевства.
В войне участвовали две коалиции, возглавлявшиеся обеими великими германскими державами — Австрией и Пруссией соответственно. На стороне Австрии выступили Бавария, Саксония, Великое герцогство Баден, Вюртемберг и Ганновер, на стороне Пруссии — Италия. Кроме того, каждый из противников смог привлечь на свою сторону несколько маленьких германских государств. Всего 29 государств прямо участвовало в этой войне, из них 13 — на стороне Австрии и 16 — на стороне Пруссии.
Война длилась семь недель (15 июня — 26 июля 1866 года). Австрия вынуждена была воевать на два фронта. Технологическая отсталость и политическая изоляция с 1856 года привели Австрию к поражению. По Пражскому мирному договору, заключённому 23 августа, Австрия передавала Пруссии Гольштейн и, что оказалось наиболее чувствительным для неё, выходила из Германского союза. Италии досталась Венецианская область. Политическим результатом войны 1866 года стал окончательный отказ Австрии (Венского дома) от объединения германских государств под своим началом и переход гегемонии в Германии к Пруссии, провозгласившей Северогерманский союз — новое конфедеративное государственное образование.

## Предыстория конфликта
После Датской войны 1864 года австрийские войска оккупировали Гольштейн, а прусские — Шлезвиг.
14 августа 1865 года в Гаштейне была подписана конвенция, согласно которой герцогство Лауэнбург отходило в полную собственность Пруссии (за уплату 2,5 миллионов талеров золотом), Шлезвиг поступал в управление Пруссии, Гольштейн — Австрии. Последний был отделён от Австрийской империи рядом германских государств и прежде всего той же Пруссией, что делало обладание им весьма шатким и рискованным. Но, кроме того, прусский канцлер Отто фон Бисмарк осложнил дело тем, что право собственности на всю территорию обоих герцогств — Шлезвига и Гольштейна — сообща имели Австрия и Пруссия, в том смысле, что в Гольштейне должна была быть австрийская администрация, а в Шлезвиге — прусская. Император Франц Иосиф I с самого конца датской войны настаивал на том, что Австрия с удовольствием уступит все свои «сложные» права на Гольштейн в обмен за самую скромную территорию на прусско-австрийской границе, выкроенную из прусских земель. Когда Бисмарк отказал наотрез, его замысел стал совершенно ясен Францу Иосифу, и император стал искать союзников для предстоящей войны. В мае 1865 года он безуспешно пытался установить контакт с Баварией как партнёром по антипрусскому альянсу, с тем, чтобы продемонстрировать, что истинной его целью, в том числе и в сфере союзной политики, является «совокупное решение» на мелконемецкой основе.
Бисмарк обвинил Австрию в нарушении условий Гаштейнской конвенции (Австрия не пресекала антипрусской агитации в Гольштейне). Когда Австрия поставила этот вопрос перед Союзным сеймом, Бисмарк предупредил сейм, что этот вопрос касается только Австрии и Пруссии. Тем не менее, Союзный сейм продолжал обсуждать эту проблему. В результате Бисмарк аннулировал конвенцию и представил в Союзный сейм предложение по преобразованию Германского союза и исключению из него Австрии. Это произошло в тот же день, что и заключение прусско-итальянского союза, 8 апреля 1866 года.

«…созвать собрание на основе прямых выборов и всеобщего избирательного права для всей нации, с тем чтобы принять и обсудить проекты реформы союзной конституции, предложенные немецкими правительствами».

Бисмарк придавал огромное значение подготовке к войне во внутриполитическом отношении и решил вести войну под широким лозунгом устройства Северогерманского союза. Он выдвинул официальную программу такого объединения, с резким ограничением суверенитета отдельных германских государств, с созданием единого общего парламента, избираемого на основе всеобщего тайного мужского избирательного права и призванного стать противовесом центробежным стремлениям, с объединением всех вооружённых сил союза под руководством Пруссии. Эта программа, естественно, оттолкнула большинство средних и малых германских монархий. Предложение Бисмарка сейм отверг.
14 июня 1866 года Бисмарк объявил Германский союз «недействительным». В результате остальные немецкие государства приняли решение о создании органа союзной исполнительной власти, направленного против правонарушителя — Пруссии. Практически война против Пруссии велась коалицией большинства немецких государств под предводительством Австрии. Бисмарк обратился к немецкому народу, чтобы противостоять тому ужасу перед «братоубийственной войной», которым была охвачена вся нация:

«В течение полувека Германский союз был оплотом не единства, а раздробленности нации, утратил вследствие этого доверие немцев и на международной арене стал свидетельством слабости и бессилия нашего народа. В эти дни Союз собираются использовать для того, чтобы призвать Германию обратить оружие против того из союзников, который внес предложение о формировании германского парламента и тем самым сделал первый и решающий шаг по пути удовлетворения национальных чаяний. У войны против Пруссии, которой так домогалась Австрия, отсутствует союзно-конституционная основа; для неё нет никакой причины и ни малейшего повода».

Канцлера очень беспокоило внешнее оправдание намечавшейся войны. Поэтому он устроил так, что Австрия первая объявила мобилизацию. На стол австрийского императора была подкинута схема предстоящего прусского вторжения, составленная выдающимся военным стратегом Х. Мольтке Старшим.

## Силы сторон
Австрия
Пруссия
Италия

## Участники
| Диаграмма | | |
| Австрийская империя По Германскому союзу: Королевство Бавария Королевство Ганновер Королевство Саксония Королевство Вюртемберг Великое герцогство Гессен Великое герцогство Баден Княжество Гессен-Кассель Герцогство Нассау Княжество Рейсс-Грейц Герцогство Саксен-Мейнинген Княжество Шаумбург-Липпе Вольный город Франкфурт По австро-турецкому оборонительному союзу: Османская империя Объединённое княжество Валахии и Молдавии Княжество Сербия Княжество Черногория | Королевство Пруссия По прусско-итальянскому союзу: Королевство Италия По Северогерманскому союзу: Великое герцогство Мекленбург-Шверин Великое герцогство Мекленбург-Стрелиц Великое герцогство Ольденбург Герцогство Брауншвейг Герцогство Саксен-Кобург-Гота Герцогство Саксен-Альтенбург Герцогство Ангальт Герцогство Саксен-Лауэнбург (прус.) Княжество Липпе-Детмольд Княжество Шварцбург-Зондерсхаузен Княжество Вальдек-Пирмонт Вольный город Бремен Вольный город Гамбург Вольный город Любек | Нейтральные члены Германского союза: Великое герцогство Саксен-Веймар-Эйзенах Великое герцогство Люксембург (нид.) Герцогство Лимбург (нид.) Княжество Лихтенштейн Княжество Рейсс-Гера Княжество Шварцбург-Рудольштадт Спорные территории: Герцогство Шлезвиг (прус.) Герцогство Гольштейн-Глюкштадт (австр.) |

## Начало войны
7 июня прусские войска начали вытеснение австрийцев из Гольштейна. Разослав 10 июня германским государствам свой проект реформы Германского союза, которым предусматривалось исключение из него Австрии, Бисмарк спровоцировал вооружённый конфликт.
11 июня австрийский посол был отозван из Берлина.
14 июня по требованию Австрии, поддержанному большинством мелких германских государств, сейм Германского союза принял решение мобилизовать четыре корпуса — контингент Германского союза, выставляемый средними и малыми государствами. Но это решение мобилизоваться было уже принято Пруссией как объявление войны.
Военные действия между отмобилизованными пруссаками и только начавшими мобилизацию союзниками Австрии начались уже на следующий день, 15 июня: как только Австрия начала сосредоточения полков у границ, прусские войска под командованием генерала фон Мольтке закончили сосредоточение и вторглись в Богемию. Только саксонские войска были заблаговременно приведены в готовность и отошли из Саксонии (куда вторглись пруссаки) в Богемию, навстречу австрийской армии. Самое ценное, что получила Австрия от своих союзников, представлял, таким образом, 23-тысячный саксонский корпус.
Начальник прусского Генерального штаба генерал Мольтке разработал план молниеносной войны, согласно которому 16 июня 1866 года прусские войска приступили к оккупации земель, входящих в состав Германского союза, — Ганновера, Саксонии и Гессена.
На следующий день, 17 июня, Австрия объявила Пруссии войну.
20 июня Королевство Италия, выполняя условия договора с Пруссией, объявила войну Австрии, которой пришлось вести войну на два фронта — на Итальянском и Богемском (Чешском) театрах. Ряд южногерманских и оккупируемых Пруссией государств встал на сторону Австрии, но они не смогли оказать ей какой-нибудь действенной помощи.
Главный фронт против Пруссии образовали Австрия и Саксония, выставившие до 260 тыс. солдат; здесь, естественно, должна была развернуться основная масса прусских войск. Другой театр представляли Ганновер и Гессен, союзные Австрии государства, вклинившиеся в Северную Германию и вызывавшие чересполосицу владений Пруссии; через эти государства шли пути, соединявшие рейнские владения Пруссии с основным массивом её территории. Враг на этом театре был слаб качественно и численно — всего 25 тысяч солдат, но уничтожение его и устранение связанной с ним чересполосицы имело для Пруссии огромное значение для консолидации прусских владений. Третьим театром являлся южногерманский, на котором можно было ожидать неприятельские силы в составе 94 тыс.; однако эти войска были ещё неотмобилизованы и разбросаны, и энергичных действий их раньше начала июля ожидать было нельзя.
Прусская армия насчитывала 20 пехотных дивизий; по мирной дислокации из них 14 естественно тяготели на главный фронт, а 6 — к Рейну и против Ганновера. На главном театре были образованы 1-я армия (6 дивизий) и 2-я армия (8 дивизий). Но такое отношение сил между главным и второстепенными театрами не удовлетворяло Мольтке, стремившегося покончить войну сокрушающим ударом, нанесённым Австрии. Он решил временно не выставлять прусских солдат против Франции и Южной Германии и сосредоточить почти все прусские силы для быстрого разгрома Австрии. На второстепенные театры он выделил только 3 дивизии — 48 тыс.; эти три дивизии должны были немедленно вторгнуться в Ганновер с трёх сторон, окружить и разоружить Ганноверскую 18-тысячную армию, что было вполне по силам действовавшим здесь пруссакам (качественный перевес при более чем двойном численном превосходстве). Покончив с Ганновером и Гессеном, три прусских дивизии должны были приняться за южногерманские государства. Остальные 3 дивизии с Рейна и Вестфалии Мольтке притянул на главный театр, составив из них Эльбскую армию, подчинённую командарму I.
Два резервных корпуса (из ландверных и запасных частей), долженствовавшие изготовиться в июле, Мольтке предназначал: первый по готовности — на главный театр, для оккупации Богемии в тылу главных сил; второй — против Южной Германии.

## Театры военных действий

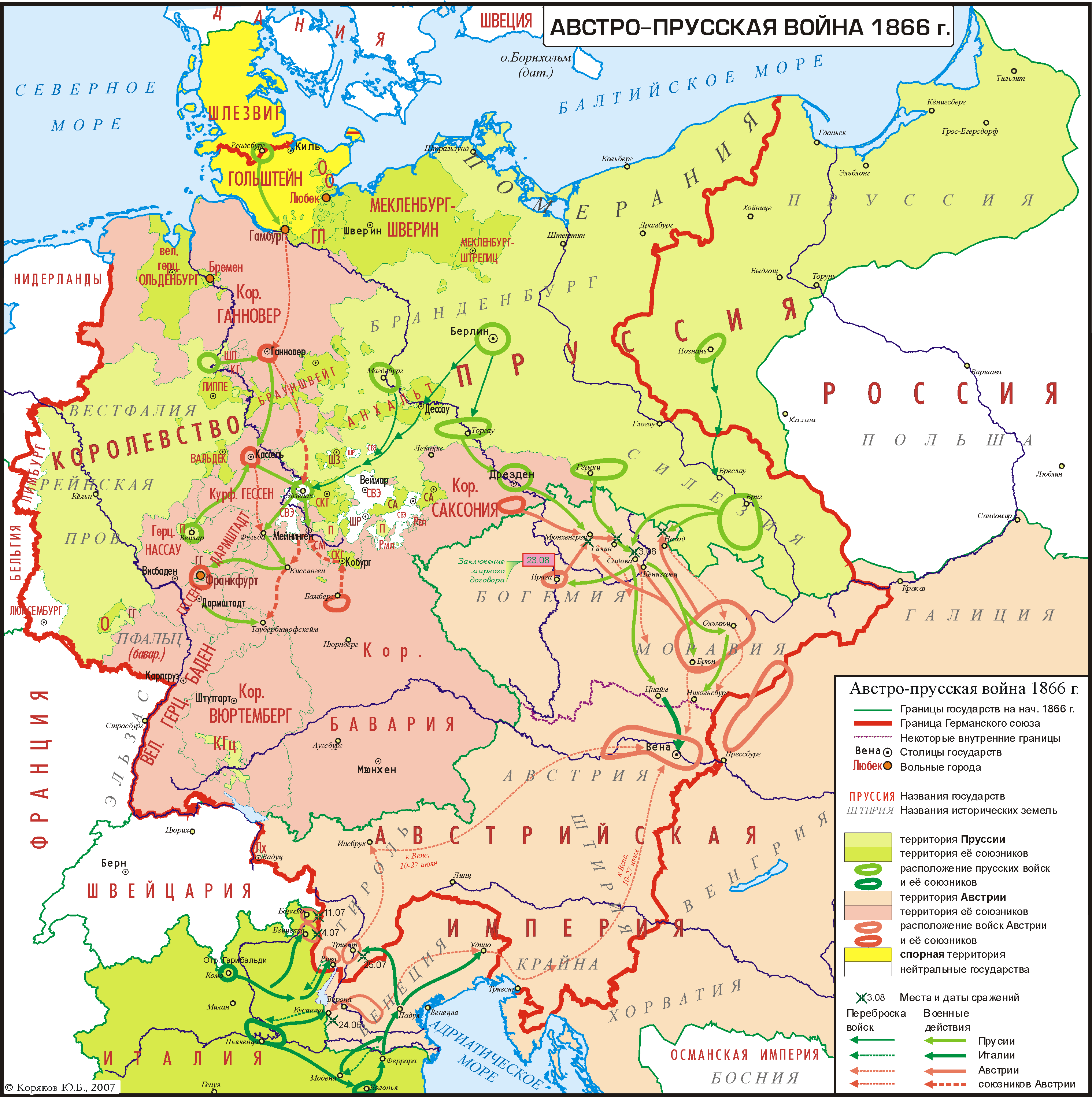
Карта военных действий во время Австро-прусской войны, 1866 год

### Богемский (чешский) театр
Стратегическое развёртывание против Саксонии и Австрии было осуществлено по дуге протяжением свыше 250 км тремя армиями: 2-я армия (командующий кронпринц Фридрих Вильгельм) в Силезии — между городом Бреслау (Вроцлав) и рекой Нейсе (Ниса), 1-я армия (командующий принц Фридрих Карл) в районе Гёрлица и Эльбская армия (генерал Херварт фон Биттенфельд) в районе Торгау. В дальнейшем Эльбскую армию возглавлял Фридрих Карл.
Пруссия предложила Саксонии немедленно разоружиться. Не получив ответа на своё предложение, она 16 июня объявила ей войну и генерал Херварт фон Биттенфельд (командующий Эльбской армией) получил приказание немедленно двинуться к Дрездену. Быстро наступая, Херварт фон Биттенфельд успел захватить многие мосты, исправить попорченные, 18-го взял Дрезден, а 19-го установил уже связь с 1-й армией. Саксонский король Иоганн с войсками перешёл в Богемию.
Пруссия сосредоточила на границе с Австрией армию численностью 278 тыс. человек при поддержке 800 орудий. Поскольку Австрии пришлось выделить значительные силы (к началу войны около 80 тыс. человек) на Итальянский театр, пруссаки получили на Богемском театре некоторое численное превосходство — 278 тыс. человек против 261 тыс., составлявших австрийскую Северную армию (включая отступивший в Богемию саксонский корпус; союзная с Австрией Бавария войск в Богемию не посылала). Во главе прусской армии стоял король Вильгельм I, фактически же операциями руководил генерал Х. Мольтке (Старший). Австрийской Северной армией командовал генерал Л. Бенедек.
Главные силы австрийской Северной армии, сосредоточенные сначала в укреплённом районе Ольмюц (Оломоуц), двинулись 18 июня в район крепостей Йозефштадт (Яромерж) и Кёниггрец (Градец-Кралове) в Богемии. Прусское главнокомандование дало 22 июня директиву о концентрическом вторжении в Богемию с целью соединения в районе Гичина (Йичин). Медленность продвижения австрийской армии дала возможность пруссакам преодолеть горные проходы. В ряде главным образом встречных боёв прусские войска имели успех. Австрийская армия отошла к Йозефштадту, а затем к Кёниггрецу.

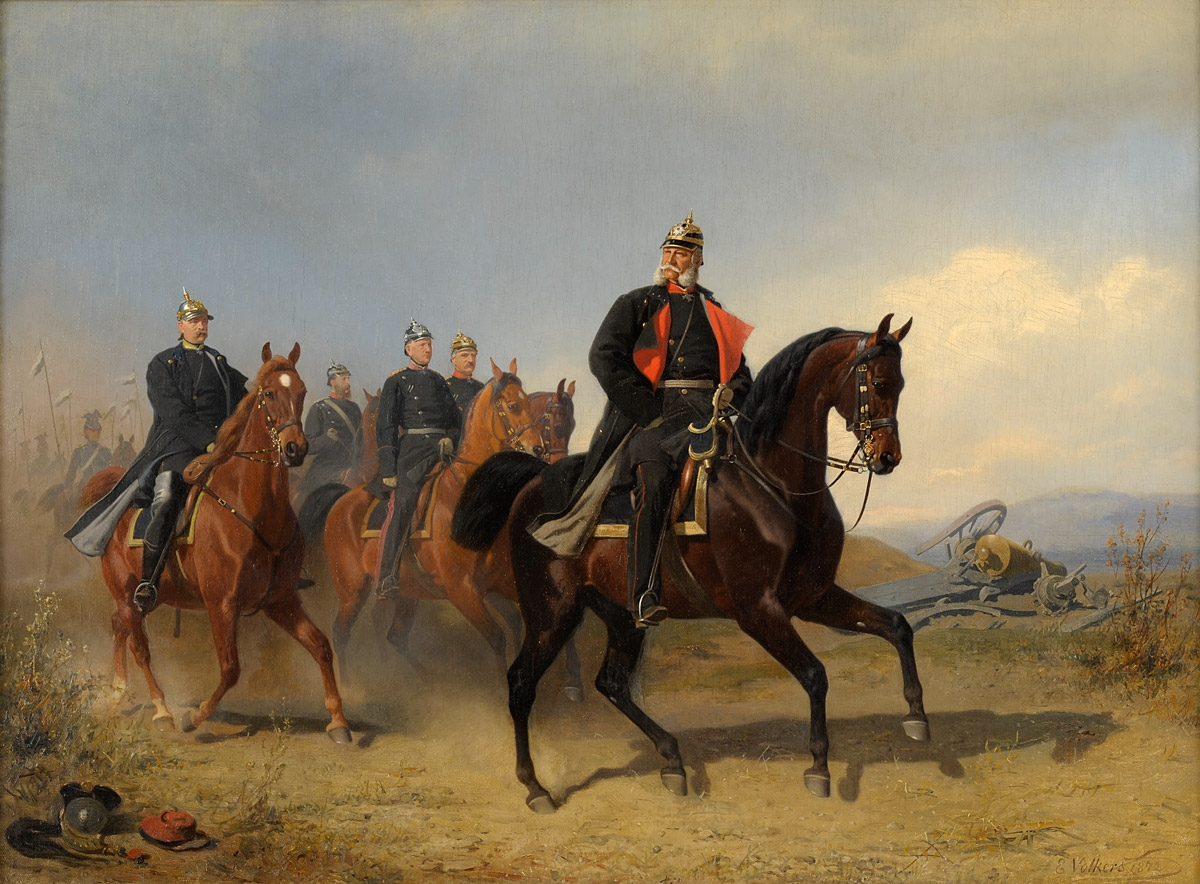
Вильгельм I с О. Бисмарком и Х. Мольтке Старшим

Вынужденные вести боевые действия сразу на два фронта, австрийские войска вынуждены были начать отступление. Главнокомандующий войсками Австрии генерал Бенедек опоздал с развёртыванием своих сил и вынужден был догонять неприятеля. После нескольких частных столкновений, не давших решающего успеха ни одной из сторон, две армии сошлись у Кёниггреца. До этого, 27—29 июня при Лангензальце прусский генерал Флис хоть и потерпел поражение, но сумел задержать движение ганноверско-баварской армии, что помогло пруссакам перекрыть все пути отступления ганноверской армии. Два дня спустя победители в сражении капитулировали перед Мантейфелем.
3 июля произошла битва при Садове, оказавшая решающее влияние на ход войны. Быстрое продвижение прусской армии создало угрозу потери Венгрии.
Вскоре пруссаки приблизились к Вене. В дальнейшем Бисмарк категорически отказывался от взятия Вены, хотя на этом настаивали монарх и генералы. Это могло обернуться для Пруссии крупными политическими неприятностями с сомнительными выгодами от самого захвата покинутого австрийским правительством города. Парады канцлера не интересовали. Такие действия прусской армии вынудили правительство Австрии прекратить сопротивление и обратиться за предложением о мире.

### Итальянский (южный) театр
Италия мобилизировала 200 тыс. солдат, разделив свои силы на две армии — первую, под командованием премьер-министра генерала Альфонсо Ламарморы, и вторую, из восьми дивизий, под командованием генерала Энрико Чальдини. Обе были развёрнуты в низовьях реки По, и по идее готовы к совместным действиям. Однако, поскольку ни один командующий не хотел играть второстепенную роль, и вести отвлекающие действия, каждый повёл свою собственную войну.
Вступлением итальянских войск в Венецианскую область (20 июня) началась Третья война за независимость Италии. Главные силы итальянской армии (120 тыс. человек) короля Виктора Эммануила под командованием А. Ф. Ламарморы 23 июня начали наступление от реки Минчо на Верону, оставив сильный резерв в Мантуе.
Корпус генерала Э. Чальдини (90 тыс. человек) должен был атаковать из района Феррары, Болоньи во фланг и тыл австрийской армии. Чальдини, перед которым находился лишь один австрийский батальон, не предпринял активных действий, в частности — из-за крайне пессимистического тона присланного ему донесения. Австрийское командование, вынужденное вести войну на два фронта, выставило против Италии Южную армию (78 тыс. человек, кроме гарнизонов крепостей), которая под командованием эрцгерцога Альбрехта развернулась юго-восточнее Вероны и 24 июня перешла в наступление.
В битве при Кустоце (24 июня) итальянцы понесли тяжёлое поражение; потеряв до 10 тыс. человек убитыми, ранеными и пленными, итальянская армия отошла за реку Ольо. Лишь Гарибальди попытался пройти в долину Трентино, но был остановлен Ламарморой, приказавшим Гарибальди прикрывать северный фланг его отступающей после поражения при Кустоце армии.
3 июля австрийцы были разбиты пруссаками при Садове и вынуждены были перебросить значительные силы с итальянского театра в Богемию. Это позволило итальянцам перейти в наступление в Венецианской области и Тироле, где успешно сражался против австрийских войск Гарибальди.
26 июля итальянские войска достигли реки Изонцо. Пока Чальдини двигался за реку По, Гарибальди удалось достичь некоторого успеха против генерала Ф. Куна при Бецекке.

### Майнский театр военных действий
Быстрым наступлением непосредственно за последовавшим 14 июня решением союзного совета пруссаки поставили себя в выгодное стратегическое положение относительно среднегерманских государств. Хотя для действий против союзников Австрии прусским командованием было выделено лишь 45 тысяч (так называемая майнская армия, под начальством Фогель-фон-Фалькенштейна), но этих сил оказалось вполне достаточно, так как среднегерманские правительства не верили, что война действительно разгорится, не были к ней готовы и действовали без надлежащей энергии.
27 июня ганноверские войска выдержали упорный бой с пруссаками у Лангензальца, но уже 29-го, окружённые неприятелем, были вынуждены сдаться.
2 июля генерал Фалькенштейн двинулся против баварцев. Последние, в числе 40 тысяч, под начальством принца баварского Карла, готовились в это время соединиться около Фульды с 8-м союзным корпусом (вюртембергцы, гессенцы, баденцы, нассаусцы, австрийцы), которым командовал принц Александр Гессенский. 4 июля, после боя баварцев с прусской дивизией генерала Гёбена у Дермбаха, принц Карл отступил за реку Франконскую Зале. В тот же день вся баварская конница, под начальством князя Турн-унд-Таксис, отступила от Хюнфельда до Швайнфурта вследствие опустошительного действия, произведённого единственной прусской гранатой среди двух кирасирских эскадронов. Тогда и принц Александр уклонился от столкновения, отступив в западном направлении.
10 июля, генерал Фалькенштейн форсировал переправу через Зале у Хаммельбурга и Киссингена, где дело дошло до кровавой схватки; затем внезапно обратился к западу и двинулся вниз по Майну против 8-го союзного корпуса; 13 июля он разбил гессенцев у Лауфаха, а 14-го австрийскую бригаду Нейперга у Ашафенбурга и 15 июля занял Франкфурт-на Майне. Отсюда он был отозван, и начальником майнской армии был назначен генерал Мантейфель. Ему дано было приказание продвинуться как можно дальше на юг; в то же время резервная армия, составленная из прусских и мекленбургских войск, под начальством великого герцога мекленбургского, вступала во франконские земли Баварии.
Мантейфель двинулся вверх по левому берегу Майна, к реке Таубер, за которой стояли баварские и союзные войска. План его состоял в том, чтобы продвинуться между ними и разбить их по частям; но план не осуществился, так как уже 24 июля генерал Гёбен, у Вербаха и Таубербишофсгейма, так энергично атаковал баденцев и вюртембергцев, что принц Александр тотчас же отступил к Вюрцбургу, для соединения с баварцами. Затем, 25 июля, он оказал ещё слабое сопротивление у Герхсгейма, и после того перешёл на правый берег Майна. 25 и 26 июля, в боях у Хельмштадта и Росбруна, баварцы оказали упорное сопротивление прусским войскам, но затем отошли к Вюрцбургу.
Тогда правители южногерманских владений поспешили отправить послов в Никольсбург, с просьбой перемирия, которое, 2 августа, и было дано им.

### Адриатическое море
Персано продемонстрировал свою слабость, не отреагировав немедленно на появление 27 июня перед Анконой кораблей Тегетгоффа. Позднее утверждали, что моральный эффект от этого оскорбления, нанесённого австрийцами превосходящим силам противника, был велик для обеих сторон. Тегетгофф послал яхту «Стадиум» (Stadium) для ведения разведки вражеского побережья, и определения факта наличия в море итальянского флота. Получив отрицательный ответ, Тегетгофф запросил у эрцгерцога Альберта позволения лично провести разведку. Разрешение было дано с задержкой, иначе Тегетгофф мог бы оказаться перед Анконой ещё до прибытия туда итальянского флота. Получив, наконец, разрешение, Тегетгофф подошёл к Анконе с шестью броненосцами и несколькими деревянными кораблями, и обнаружил в ней весь итальянский флот. Некоторое время пробыв перед портом, вызывая итальянцев на бой. Те же медленно собирались под защитой береговых орудий. В конце концов Тегетгофф ушёл восвояси, не добившись никакого материального результата — однако, одержав моральную победу. В письме своей знакомой, Эмме Луттерот, он отмечал, что «достигнутый успех…, не материальный, но моральный, не следует недооценивать».
Почему же Персано не поспешил с ответом на вызов Тегетгоффа? В частности, это было вызвано тем, что не все его корабли были готовы к выходу в море. На «Принчипе ди Кариньяно» устанавливали пушки с «Террибиле», на «Ре д’Италиа» и «Ре ди Портогалло» меняли начавший тлеть в бункерах уголь, «Анкона» и вовсе была в ремонте. Кроме того, на кораблях велись работы со шлюпками и катерами, что также не способствовало быстрейшему выходу кораблей в море. По словам Тегетгоффа, половина кораблей в гавани стояла под парами, что давало им возможность выйти в море навстречу австрийцам. Персано изо всех сил побуждал свои корабли выйти в море как можно скорее, и даже лично посетил корабли на своём катере (scout boat), но прежде чем флот построился в две колонны и приготовился к бою, прошла ещё пара часов. Из-за того, что корабли были разбросаны по всей гавани, им пришлось строиться в боевой порядок под защитой пушек Маунт Конеро — форта, прикрывающего вход в гавань — для дальнейших действий. Когда, наконец, эскадра была готова, Персано повёл её на врага. Но австрийцы к тому времени уже отправились восвояси.
Причина ухода австрийской эскадры легко объяснима. Присутствие в Анконе вражеского флота стало неожиданностью для Тегетгоффа, который не хотел в тот момент завязывать бой. Ему вполне хватило того, что он преподнёс сюрприз врагу и повредил маленький «Эсплораторе» (Esploratore), наблюдавший за австрийцами, и пустившийся наутёк сразу, как по нему был открыт огонь. Правда, все повреждения ограничились лишь попаданием нескольких осколков.
Морской министр Агостино Депретис, до определённого момента терпеливо ожидавший от Персано каких-либо действий, после действий прусской армии на Эльбе оказался в совершенно другом положении. Австрийцы предложили перемирие и пообещали передать Венецию Наполеону III (с которым они достигли секретной договорённости 12 июня). Наполеон III позднее передал бы эту провинцию Италии, что позволило бы австрийцам сохранить лицо.
Депретис потребовал от Персано немедленных действий, которые показали бы миру, что Италия получила Венецию силой своего оружия. Вынужденный проявлять активность, Персано решил искать встречи с врагом в Адриатике. Он не мог более игнорировать многочисленные распоряжения министерства, требовавшие от него искать встречи с врагом, невзирая даже на неготовность своих кораблей. Приказ, вышедший 8 июля, требовал от него очистить море от австрийского флота, атаковав или заблокировав последний в Поле. Министр особо подчёркивал и настаивал на выполнении этого приказа.
В день получения приказа Персано вывел флот в море, но уже 13 июля вернулся обратно, что вызвало большое негодование итальянцев. Король и министры вынуждали адмирала немедленно предпринять активные действия против вражеских крепостей. Определённого плана использования флота составлено не было, и Персано решил атаковать о. Лиссу, о котором говорилось в приказе морского министра от 8 июля. Однако итальянский адмирал не имел ни карты острова, ни достоверных сведений о его береговой обороне.
Вторично эскадра Персано выступила 16 июля, на рассвете 18 июля итальянцы они уже были у Лиссы. Начались неспешные приготовления к высадке десанта.

### Северное и Балтийское моря
В Северном море и на Балтике прусский флот не столкнулся с какими-либо проблемами — поскольку австрийский флот был сосредоточен в Адриатике. Все, чем он проявил себя, сводится к оккупации береговых фортов выступавшего на стороне Австрии Ганновера. Это позволило Пруссии и её союзникам контролировать балтийское побережье от Мемеля до устья Эмса (Ems). В течение этой операции малый броненосец «Арминиус» и канонерки «Циклоп» (Cyclop) и «Тигр» (Tiger) помогли генералу фон Мантойфелю (von Manteuffel) и его 13500 солдатам переправиться на глазах у врага через Эльбу.

## Заключительный период войны (1—26 июля)

### Конец войны
Прусское командование позволило отступить австро-саксонским войскам. Генерал Бенедек отвёл оставшиеся войска к Ольмюцу, выделив для Венского направления лишь слабое прикрытие. Пруссаки возобновили продвижение: 2-й армией — на Ольмюц, 1-й и Эльбской армиями — на Вену. Август фон Бенедек 13 июля был заменён эрцгерцогом Альбрехтом.
От полного уничтожения австрийцев спасли контратаки их кавалерии и мощный заградительный огонь 700 орудий, позволивших полуокружённой армии уйти за Эльбу. Важнейшие учреждения австрийцев уже были эвакуированы из Вены в Коморн.
У Австрии ещё оставалась возможность организации отпора противнику на подступах к Вене и Пресбургу (Братиславе), однако неустойчивое внутреннее положение империи, в особенности угроза потери Венгрии, заставили правительство Франца-Иосифа пойти на мирные переговоры.
Вена была прикрыта на левом берегу Дуная сильно укреплённой предмостной позицией, обороняемой полевым корпусом и 400 крепостными орудиями. «Чисто военная точка зрения» в прусской армии, то есть взгляды высших военных кругов, требовала взятия штурмом предмостной позиции и вступления в Вену — милитаризм желал получить удовлетворение за достигнутые успехи. Но в это время Наполеон III предложил своё посредничество для заключения мира, Бисмарк торговался лишь о подробностях и весьма опасался предъявления Францией требования компенсации на Рейне. Захват Вены посреди этих переговоров явился бы личным оскорблением для Наполеона III, вызовом по отношению к Франции, немедленно повлёк бы за собой мобилизацию французской армии, влил бы новые силы в сопротивление Франца-Иосифа, крайне затруднил бы впоследствии примирение Австрии с Пруссией, входившее в планы Бисмарка.
Захват Вены, парад прусских войск по улицам этой старой европейской столицы совершенно были не нужны Бисмарку для достижения его политических целей; Бисмарку удалось свернуть марш пруссаков несколько к востоку, на Пресбург, на путь в Венгрию. Отложение Венгрии знаменовало бы конец империи Габсбургов, и угроза Венгрии заставила Франца-Иосифа стать уступчивей. То, что австрийцы расценивали обстановку таким же образом, видно из того, что все прибывшие к Дунаю войска, за исключением выделенного в Вену корпуса, они сосредоточивали к Пресбургу, на защиту пути в Венгрию.
В дальнейшем Бисмарк категорически отказывался от взятия Вены, добиваясь подписания мира, хотя на этом настаивали монарх и генералы (такие как Х. Мольтке Старший). Это могло обернуться для Пруссии крупными политическими неприятностями с сомнительными выгодами от самого захвата покинутого австрийским правительством города. После нескольких бурных сцен король смирился. Он взял лист бумаги и написал, что должен отказаться от продолжения войны,

«…так как мой министр оставляет меня в трудном положении перед лицом неприятеля».
Король заявил, что этот лист он отдаёт в государственный архив.
Бисмарк видел в Австрии возможного союзника в будущем, а на данном этапе готов был ограничиться исключением её из Германского союза. Такие настроения прусской армии вынудили правительство Австрии прекратить сопротивление и обратиться за предложением о мире.

### Никольсбургский прелиминарный мир
В предложении о заключении перемирия, последовавшем от австрийской стороны непосредственно после сражения, «министр конфликтов» усмотрел шанс достичь целей, имевших решающее значение для усиления Пруссии. При этом можно было не разжигать пламени национального революционного движения, таящего в себе угрозу существованию общеевропейской государственности. Генерал фон Штош, чрезвычайно критично настроенный по отношению к главе прусского правительства, будучи под глубоким впечатлением от превосходства Бисмарка в этой ситуации, заявил:

«Он удивительно ясно и живо изложил требования, которые следовало положить в основу мирного соглашения: исключение Австрии из состава Германии, объединение Северной Германии, по конфессиональной принадлежности преимущественно протестантской, как начального этапа движения к крупномасштабному единству…
Впервые я наблюдал Бисмарка в личном общении, и охотно признаю, что впечатление, которое он произвел, просто потрясло меня. Ясность и величие его взглядов доставили мне высшее наслаждение; он судил обо всем уверенно и здраво, каждая его мысль свидетельствовала о широте кругозора». В день сражения при Кёниггреце лондонская «Таймс» с восхищением сообщала: «Он единственный человек в Германии, который знал, чего хочет; без него стремление немцев, народа морально несмелого, к единству никогда не воплотилось бы в жизнь».

26 июля в Никольсбурге был подписан прелиминарный (дип. предварительный) мир. С целью по возможности обезопасить Пруссию от французской интервенции, которой следовало ожидать, О. Бисмарк, обращаясь к прусскому посланнику в Париже, фон дер Гольцу, подчёркивал:

«Наши политические потребности ограничиваются контролем над силами Северной Германии в любой форме… Я без всяких сомнений произношу слова „Северогерманский союз“, поскольку, если мы добьёмся достаточной консолидации, привлечение немецко-католического баварского элемента станет невозможным. Последний ещё долго не согласится добровольно подчиниться власти Берлина».

Жене И. Путткамер О. Бисмарк писал 9 июля 1866 года:

«Дела наши идут хорошо, несмотря на Наполеона; если наши притязания не будут преувеличенными и мы не будем считать, что завоевали целый свет, то достигнем мира, который стоит этих усилий. Но мы столь же быстро впадаем в упоение, как и в отчаяние, и у меня неблагодарная задача — охлаждать пыл и напоминать, что в Европе живем не мы одни, а ещё три державы, которые ненавидят нас и завидуют нам».

Премьер-министр имел в виду ожесточённые споры, которые происходили между ним и королём относительно продолжения войны или немедленного её окончания. Лишь ценой чрезвычайных усилий ему удалось с помощью кронпринца, который во внутриполитических столкновениях до сих пор был на стороне противников Бисмарка, вопреки мнению монарха добиться подписания Никольсбургского договора о перемирии от 26 июля 1866 года. Договор оставлял в неприкосновенности положение Австрии как великой державы и открывал Пруссии путь к переустройству Германии без Австрии. О тяжести конфликта свидетельствует запись в дневнике кронпринца от 25 июля:

«Король и премьер жестоко повздорили, и возбуждение все ещё не спадает. Вчера Бисмарк в моём присутствии плакал из-за тех резкостей, которые наговорил ему его величество. Мне пришлось успокаивать беднягу, однако он прямо-таки боялся вновь идти к его величеству».

Виктор Эммануил II же наивно полагал, что пруссаки будут продолжать борьбу. Австрия согласилась на те умеренные требования, которые предъявил Бисмарк. Когда Италия попыталась протестовать против такого поведения союзника, Бисмарк напомнил, что Венецию итальянцы уже получили. Если же им угодно требовать ещё Триест и Тренто, то никто им не мешает продолжать воевать с Австрией один-на-один. Виктор Эммануил поспешил отказаться от такого предложения. Прелиминарный мир был заключён 10 августа, а 23 августа в Праге подписан мирный договор (см. Пражский мир (1866)), завершивший Австро-прусскую войну.

## Итоги войны

### Политические итоги
|  |

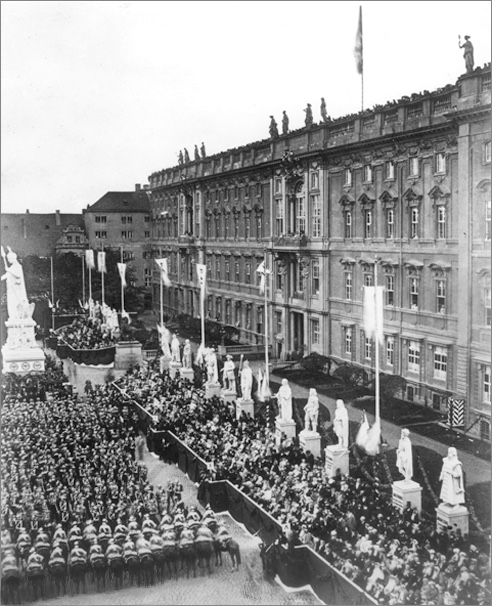
На этой современной тем событиям фотографии изображён официальный вход в Берлин прусских полков, возвращающихся из Богемии 21 сентября 1866 г. Полки поют «Te Deum» в Лустгартене. Справа — королевский дворец.

Мирный договор был подписан в Праге 23 августа 1866 года.
- Германский союз был распущен и создан новый, Северогерманский союз во главе с Пруссией.
- Австрия уступила Пруссии Гольштейн (захваченный в 1864 году в ходе совместной с Пруссией войны против Дании).
- Венецианская область была передана Италии.
- Пруссия аннексировала Ганновер, Гессен-Кассель, Гессен-Хомбург, Франкфурт-на-Майне и Нассау.

Кроме того, Австрийская империя признала упразднение Германского союза и выплатила победителям контрибуцию.
О. Бисмарку с трудом удалось уклониться от настояний России на созыве международного конгресса в духе Парижской мирной конференции 1856 года, который поставил бы успех Пруссии под сомнение. Однако вмешательство Наполеона III в договорённости, приведшие к заключению окончательного мирного договора в Праге 23 августа 1866 года, «министру конфликтов» пришлось принять как неизбежность. На прусско-французских переговорах в обмен на отказ Пруссии от перехода через Майнскую линию Наполеон III согласился на аннексию Пруссией северогерманских территорий с населением до четырёх миллионов человек. Это дало О. Бисмарку возможность «закруглить» Пруссию вокруг Ганновера, курфюршества Гессенского, Нассау и старинного рейнского города Франкфурта и обеспечить неприкосновенность своих позиций в Северной Германии. Сколь проблематичным ни представлялось бы это решение в аспекте легитимности монархии — в особенности на фоне вызывающей жёсткости, как в случае с Франкфуртом-на-Майне — и внутриполитического благоразумия, оно всё же было принято. Кроме того, при заключении Пражского мира был упомянут, с оглядкой на Францию, обособленный Южногерманский союз. Он, впрочем, никогда не был создан, ибо Бисмарк искусно использовал территориальные претензии на западные области Германии, высказанные французским посланником в ходе переговоров, и заключил с каждым южногерманским государством в отдельности тайный оборонительный союз. Теперь они были прочно соединены с Пруссией не только экономическими связями (членством в Германском таможенном союзе), но и военными. И, наконец, в статье пятой Пражского мира по настоянию Франции был закреплён принцип, по самой своей сути чуждый как Пруссии, так и Австрии — «свободное определение населения северных районов Шлезвига» в вопросе возможного присоединения их к Дании, которое произошло только после Первой мировой войны.
Сейчас же после битвы при Садове австрийский император телеграфировал Наполеону III, что отдаёт Венецию ему, императору французов. Этот на первый взгляд странный дипломатический шаг объяснялся, во-первых, тем, что австрийский штаб хотел поскорее окончательно ликвидировать итальянский фронт, пожертвовав Венецией, и в скорости перебросить южную свою армию на север против пруссаков в помощь разбитой армии Бенедека. Во-вторых, Франц-Иосиф хотел подчеркнуть, что разгромленные при Кустоце итальянцы вовсе не завоевали Венецию, а могут получить её из рук их покровителя Наполеона III. 3 октября Австрия подписала соответствующий Венский мирный договор.
Важнейшим итогом австро-прусской войны было полное отстранение Австрии от германских дел, обеспечение решающего влияния Пруссии на северогерманские государства путём создания Северогерманского союза, аннексии Шлезвиг-Гольштейна и присоединения к Пруссии трёх государств: Ганновера, Гессен-Кастель, Нассау, а также вольного города Франкфурта-на-Майне. В результате новая империя была создана как национальное государство немцев, в которое не были включены многочисленные инонациональные (в основном славянские) территории, находившиеся в составе Австрии. Австрияки, оставшиеся за бортом нового государства, в результате образовали отдельную нацию.
Под именем Северогерманского союза в Центральной Европе возникло фактически новое государство. По этому поводу Бисмарк писал в своих мемуарах:

«…я исходил из того, что единая Германия — лишь вопрос времени и что Северогерманский союз только первый этап на пути к его разрешению».

Резкое ослабление в результате войны Австрийской империи при одновременном усилении угрозы со стороны России и росте панславянских симпатий внутри национальных движений славянских народов империи (прежде всего, чехов), обеспокоили венгерских лидеров. Тактика «пассивного сопротивления» уже не приносила результатов, а наоборот, лишала венгерскую элиту возможности участвовать в управлении страной. В то же время усилились национальные движения других наций Австрийской империи: чехов, хорватов, румын, поляков и словаков, которые выступали с идеями преобразования государства в федерацию равноправных народов. Всё это привело к тому, что Ференц Деак и его сторонники решили отказаться от национальной идеологии времён революции и радикально снизили объём своих требований на переговорах с правительством. В результате 15 марта 1867 г. между австрийским императором Францем-Иосифом I и представителями венгерского национального движения во главе с Деаком было заключено австро-венгерское соглашение, в соответствии с которым Австрийская империя преобразовывалась в дуалистическую монархию Австро-Венгрия.
Заключив мир с Австрией, Пруссия приступила к подготовке третьего, заключительного акта на пути к объединению Германии — войне с Францией. Свою главную дипломатическую цель Бисмарк усматривал в том, чтобы и на сей раз обеспечить нейтралитет России.

«Стремление не допустить объединение Германии „снизу“ лежало в основе всей политики правительства Бисмарка, главная задача которой состояла в осуществлении этого объединения путём войн под властью прусской монархии». Нарочницкая Л. И.

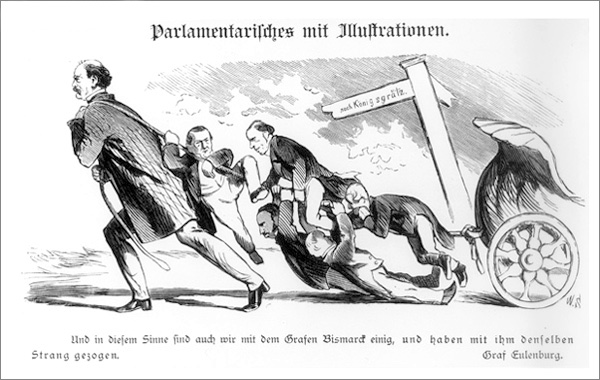
О. Бисмарк и прусские либералы изображены на этой карикатуре Вильгельма фон Шольца (1824—1893) как друзья-путешественники. Для того чтобы положить конец конституционному кризису между прусским премьер-министром и либеральным большинством в прусском парламенте, который разгорался с 1861 года, они проделали сложнейший путь — от прусской победы над Австрией в начале июля 1866 г. до контрибуционных гарантий сентября того же года. О. Бисмарк изображён здесь тянущим за собой триумфальную колесницу, которая представляет собой аллегорию прусской победы в битве при Кёниггреце 3 июля 1866 г. За верёвку держатся прусские либералы, которые прежде противостояли ему и его политике: они достаточно быстро нашли причины для слов, что они, мол, пытались тянуть государство в том же направлении, что и О. Бисмарк, но больше мешают, чем помогают. Надпись под рисунком:
«И в этом отношении мы, конечно же, тоже с графом Бисмарком, и мы тянем ту же лямку, что и он. Граф Эйленбурга.»

|  |

«И в этом отношении мы, конечно же, тоже с графом Бисмарком, и мы тянем ту же лямку, что и он. Граф Эйленбурга.»
Оригинальный текст (нем.)«Und in diesem Sinne sind auch wir mit dem Grafen Bismarck einig, und haben mit ihm denselben Strang gezogen. Graf Eulenburg.»

### Военные итоги
- Впервые для мобилизации армии активно использованы железная дорога и электрический телеграф[12], позволивший следить за действиями разбросанных на сотни вёрст корпусов и координировать их с таким же удобством, как если бы они были удалены от полководца на нормальный пробег обыкновенного коня[6].
- Введение первых личных знаков в период австро-прусской войны 1866 г. встретило массовое неприятие новшества со стороны даже самых дисциплинированных прусских солдат. Выданные им личные знаки они в массовом порядке просто выбрасывали, в лучшем случае — «забывали» в обозе. Дело в том, что любой солдат на войне рано или поздно становится суеверным, особенно в отношении смерти. Поэтому требование командиров обязательно носить на себе «вестник смерти» вызвало у прусских солдат суеверный страх того, что как раз этот «вестник» и навлечёт на них скорую гибель. Говорили даже о том, что жестяная пластинка личного знака обладает магической силой притягивать к себе пули. Неудивительно, что такое суеверное предубеждение против личных знаков продолжало жить в немецкой армии вплоть до начала Второй мировой войны. Только активная пропаганда офицерами Вермахта среди своих солдат необходимости постоянного ношения личного знака, как гарантии получения пенсии родственниками солдата в случае его гибели, в конце концов, переломила ситуацию, и ношение личных знаков всеми военнослужащими в немецкой армии стало нормой[13].
- После поражения Австрии в австро-прусской войне 1866 г., когда Прага была оккупирована прусскими войсками, австрийское командование пришло к выводу, что оборонное значение города окончательно утеряно. Это привело к решению о сносе большей части городских укреплений, прежде всего вокруг Нового Места и Малой Страны. Результатом этого явилось бурное развитие пригородов Праги: Краловске-Винограды, Жижков, Карлин, Вршовице, Нусле, Смихов, Коширже, Подоли, Височани и многих других, где, в отличие от плотно застроенных старых кварталов, возникли десятки и сотни новых заводов и фабрик, привлекавших рабочую силу из сельской местности[14].
- Только после австро-прусской войны 1866 года началось активное реформирование уже существующих спецслужб и создание новых. Это было связано с тем, что Вильгельм фон Штибер — руководитель разведки Пруссии, сумел обеспечить своё правительство всей необходимой информацией о политических и военных противниках (дислокация войск, их моральный дух, задачи и планы и т. п.), которой раньше О. Бисмарк не располагал[15].
- С переходом в 60-х гг. XIX в. от гладкоствольных орудий к нарезным гаубицы стали делать нарезными. В войнах 2-й половины XIX в. с увеличением полевых укреплений потребность в гаубицах возросла.
- Опыт наполеоновских войн полностью пересмотрен.

|                                                 |                                     |  |
| Медаль «За народную оборону Тироля в 1866 году» | Медаль «Пражской милиции 1866 года» |  |

### Другие факты
- В 1866 году Октоберфест, являвшийся и являющийся самым большим народным гулянием (нем. Volksfest) в мире, не состоялся по причине участия Баварии в австро-прусской войне.

## Статистика войны
| Страны           | Население 1866 г. | Войск     | Убито  | Ранено | Умерло от ран | Умерло от болезней | Убито мирных жителей |
| ---------------- | ----------------- | --------- | ------ | ------ | ------------- | ------------------ | -------------------- |
| Пруссия          | 22 787 557        | 660 000   | 2553   | 13 731 | 1519          | 5219               |                      |
| Италия           | 25 097 200        | 334 963   | 1090   | 3926   | 543           | 2576               |                      |
| Всего            | 47 884 757        | 994 963   | 3643   | 17 657 | 2062          | 7795               |                      |
| Австрия          | 29 200 000        | 606 000   | 6837   | 29 310 | 2286          | 10 079             |                      |
| Бавария          | 4 828 700         | 60 000    | 500    |        |               |                    |                      |
| Баден            | 1 431 500         | 12 000    |        |        |               |                    |                      |
| Гессен-Дармштадт | 856 100           | 12 700    |        |        |               |                    |                      |
| Гессен-Кассель   | 763 200           | 6000      |        |        |               |                    |                      |
| Вюртемберг       | 1 761 000         | 26 000    |        |        |               |                    |                      |
| Саксония         | 2 382 808         | 32 000    | 520    | 1392   | 100           | 126                |                      |
| Ганновер         | 1 930 000         | 20 000    | 500    |        |               |                    |                      |
| Всего            | 43 153 308        | 774 700   | 8357   | 36 132 | 3533          |                    |                      |
| Всего            | 91 038 065        | 1 769 663 | 12 000 | 53 789 | 5595          | 18 000             | 43 000               |

## Мнения современников
Долгое время в Германии австро-прусскую войну называли «братоубийственной», её не одобряли ни либералы, ни консерваторы, и она была абсолютно непопулярна.

## Память о войне

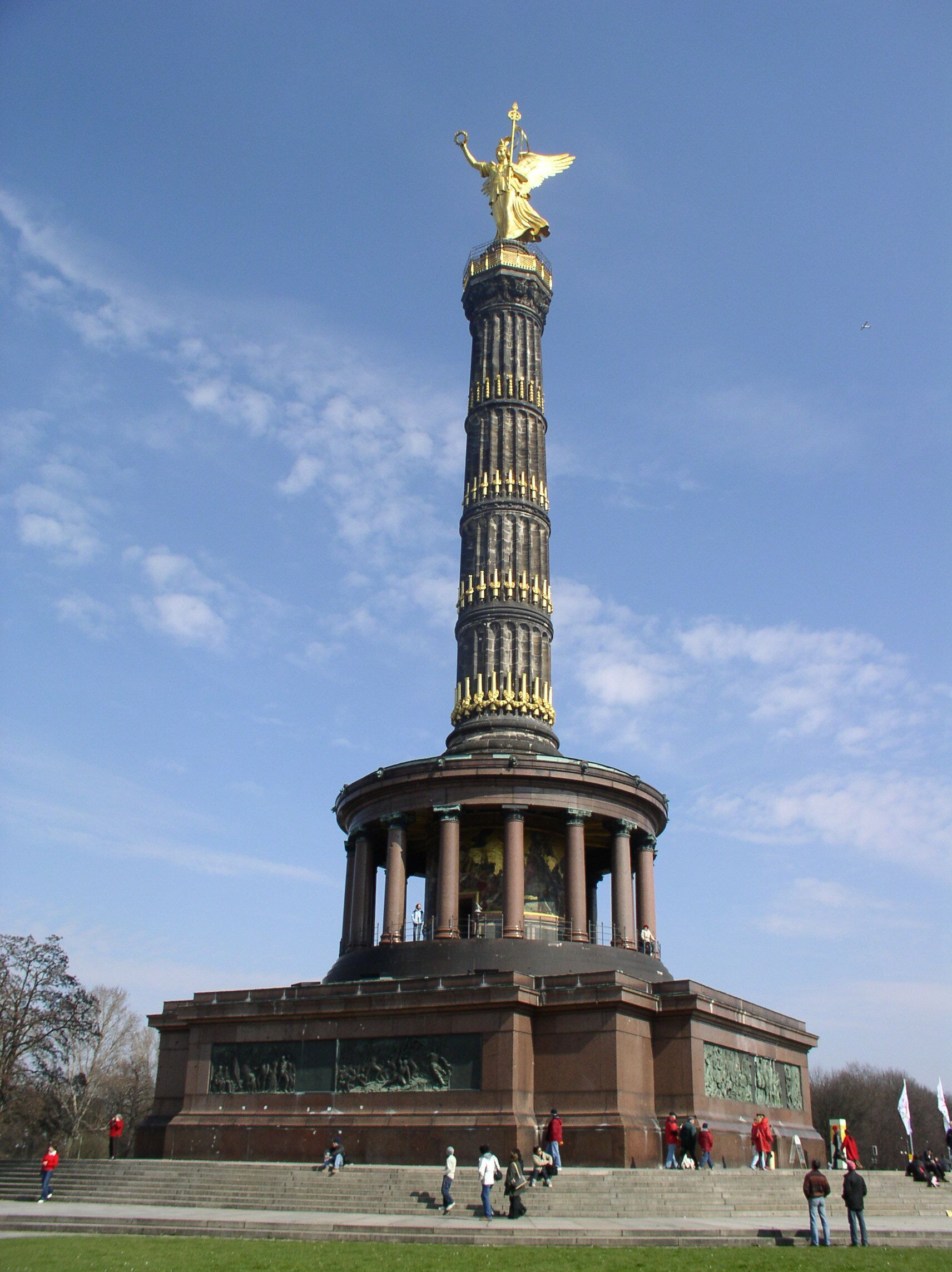
Вид на колонну Победы в летнее время

- 2 сентября 1873 года, в третью годовщину победы в битве при Седане, в Берлине была открыта колонна Победы, построенная в честь побед Пруссии в Датской войне 1864 года, Австро-прусской войне 1866 г. и Франко-прусской войне 1870-1871 гг.
- В немецком городе Кобленц установлен Мемориал жертвам военной кампании 1866 года.
- Чешские любители загородных прогулок на велосипедах получили в своё распоряжение новую трассу, проходящую по местам решающих боёв Австро-прусской войны 1866 года недалеко от Йичина и Градца Кралове. Новая дорога соединила уже существующие тропы, напоминающие об исторических событиях второй половины XIX века. Оборудование трассы было закончено 30 июня 2007 года. На проект местными властями выделено 320 000 крон. Здесь полагают, что новый маршрут привлечёт туристов и зарекомендует местные достопримечательности. Особенно рассчитывают власти на немецких туристов, так как большую часть побед в Австро-прусской войне 1866 года одержали прусские войска. Немного позже в этом же районе будут организованы пешие тропинки. Новая трасса соединила несколько уже имеющихся дорог для любителей военной истории, в результате получилось, что вся историческая местность пронизана велосипедными трассами общей протяжённостью около 150 км[24].

## Беллонимия
Австро-прусская война имеет только в немецком языке двенадцать различных названий. В зависимости от языка, некоторые из них используются часто, другие — редко или никогда не используются. В следующей таблице приведены написания на трёх языках и произношения на двух основных из этих названий.
| рус. название                                   | нем. название                              | нем. название                                  | итал. название              | итал. название                  |
| ----------------------------------------------- | ------------------------------------------ | ---------------------------------------------- | --------------------------- | ------------------------------- |
|                                                 | написание                                  | произношение                                   | написание                   | произношение                    |
| Австро-прусская война                           | ‘Österreich-Preußischer Krieg’             | ['ʔœstǝraɪ̯ç-'prɔʏsɪʃɐ 'kriːk]                  | guerra austro-prussiana     |                                 |
| прусско-австрийская война                       | Preußisch-Österreichischer Krieg           | ['prɔʏsɪʃ-'ʔœstǝraɪ̯çɪʃɐ 'kriːk]                | -                           | -                               |
| семинедельная война                             | Siebenwöchiger Krieg                       | ['ziːbənvøːçɪgɐ 'kriːk]                        | -                           | -                               |
| ‘сорокадневная война’                           | ‘Vierzigtagiger Krieg’                     | ['fiːɐtsɪçtagɪçɐ 'kriːk]                       | -                           | -                               |
| ‘[Великая] германская (немецкая) война’         | [große] Deutscher Krieg                    | ['dɔʏt∫ɐ 'kriːk]                               | -                           | -                               |
| Третья война за независимость Италии            | Dritter Italienischer Unabhängigkeitskrieg | ['drıtɐ 'ʔiːta'ljeːnɪʃɐ 'ʔʊnaphɛŋıçkaɪ̯tskriːk] | Terza guerra d’indipendenza | ['tɛɾtsa 'gɛra dindipen'dɛntsa] |
| германская (немецкая) братоубийственная война   | deutscher Bruderkrieg                      | [dɔʏt∫ɐ 'bruːdɐkriːk]                          | -                           | -                               |
| ‘прусско-германская (-немецкая) война’          | Preußisch-Deutscher Krieg                  | ['prɔʏsɪʃ 'dɔʏt∫ɐ 'kriːk]                      | -                           | -                               |
| ‘Германско (Немецко)-австрийская война’         | Deutsch-Österreichischer Krieg             | ['dɔʏ̯t∫-'ʔœstǝraɪ̯çɪʃɐ 'kriːk]                  | -                           | -                               |
| ‘германско-германская (немецко-немецкая) война’ | deutsch-deutscher Krieg                    | ['dɔʏt∫-'dɔʏt∫ɐ 'kriːk]                        | -                           | -                               |
| ‘война Германского союза’                       | Deutschen Bundes Krieg                     | ['dɔʏt∫ǝn 'bʊndǝs 'kriːk]                      | -                           | -                               |
| ‘германско- (германская) союзная война"’        | Deutscher Bundeskrieg                      | ['dɔʏt∫ɐ 'bʊndǝskriːk]                         | -                           | -                               |

 используется часто используется редко или никогда не используется